# أليوت وات
أليوت وات (بالإنجليزية: Elliot Watt) هو لاعب كرة قدم بريطاني في مركز الوسط، ولد في 11 مارس 2000 في برستون في المملكة المتحدة. شارك مع منتخب اسكتلندا تحت 16 سنة لكرة القدم ومنتخب اسكتلندا تحت 17 سنة لكرة القدم ومنتخب اسكتلندا تحت 19 سنة لكرة القدم. أما مع النوادي، فقد لعب مع وولفرهامبتون واندررز.

## وصلات خارجية
- أليوت وات على موقع الاتحاد الإسكتلندي (الإنجليزية)
- أليوت وات على موقع قاعدة بيانات كرة القدم.إي يو (الإنجليزية)
- أليوت وات على موقع Soccerbase.com (لاعب) (الإنجليزية)